# Félix Cruz
Félix Cruz Barbosa (4 aprile 1961) è un ex calciatore messicano.

## Carriera
Ha fatto parte della Nazionale messicana al Campionato mondiale di calcio 1986.